# Villalán de Campos
Ne doit pas être confondu avec Villalón de Campos.
Villalán de Campos est une commune de la province de Valladolid dans la communauté autonome de Castille-et-León en Espagne.

## Sites et patrimoine
Les édifices notables de la commune sont :
- Tour Sainte-Cécile (Torre de Santa Cecilia), vestige de l'ancienne église Sainte-Cécile ;
- Église paroissiale Sainte-Cécile (Iglesia de Santa Cecilia), église moderne qui a repris le nom de l'ancienne église.

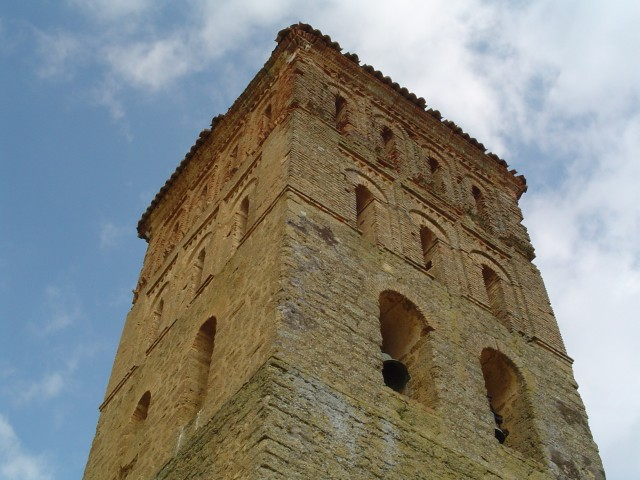
Tour Sainte-Cécile.